# التوقف المفاجئ (فلم)
التوقف المفاجئ (الإنجليزية: The Layover)؛ هو فيلم كوميدي جنسي أمريكي لعام 2017، بدأ التصوير في أوائل مايو 2015 في فانكوفر، كولومبيا البريطانية واكتمل في أوائل يونيو 2015. ظهر الفيلم لأول مرة في 3 أغسطس 2017.

## القصة
القصة تدور حول صديقتين منذ الطفولة هما كيت وميج، ورفيقان في السكن، هما (كيت وميغ)، كيت هي معلمة لغة إنجليزية في المدرسة الثانوية تتعرض لضغوط من المدير للاستقالة، وميغ هي بائعة مستحضرات تجميل، تقترح ميغ بالذهاب في إجازة معًا للهروب من حياتهم المجهدة.

## التمثيل
- ألكسندرا داداريو بدور كيت جيفريز
- كيت ابتون في دور ميغ
- مات بار في دور ريان
- مات إل. جونز في دور كريج
- روب كوردري كمدير ستان موس.
- كال بين في دور أنوج
- مولي شانون بدور نانسي
- جينيفر تشون بدور جينيفيف
- إريك جيبسون في دور ديماريوس
- كاري جينزل

## روابط خارجية
مقالات تستعمل روابط فنية بلا صلة مع ويكي بيانات